# Bernsteinsee (Stüde)

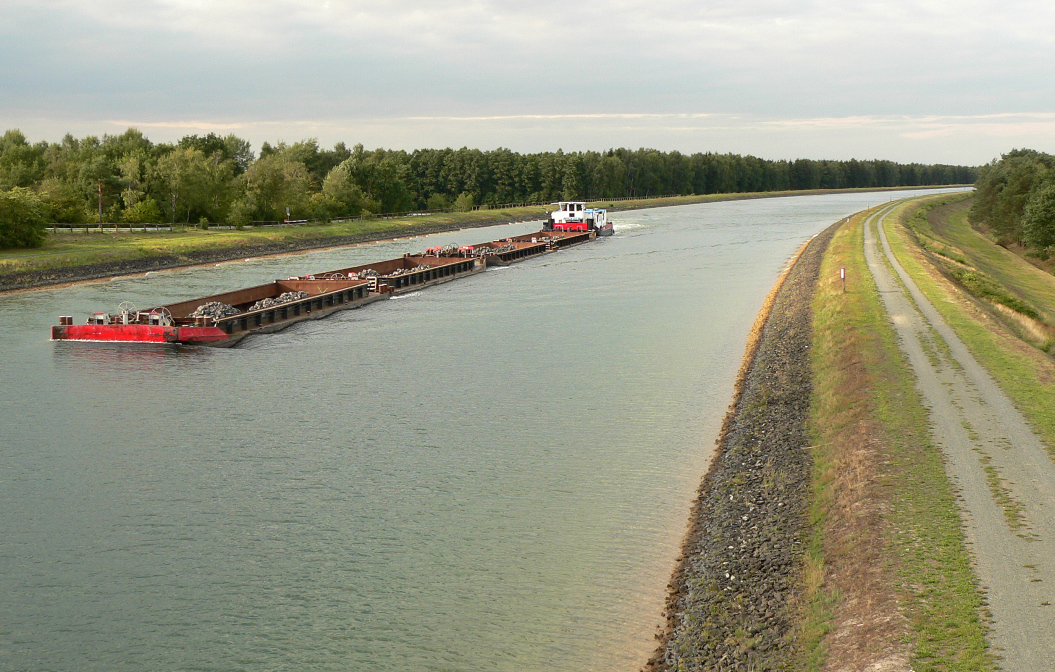
Elbe-Seitenkanal nahe dem Bernsteinsee

Der Bernsteinsee ist ein Stillgewässer in Sassenburg im Landkreis Gifhorn (Niedersachsen).

## Geographie
Der See am Rande des Ortsteils Stüde entstand 1971 beim Bau des Elbe-Seitenkanals als Baggersee und wurde zu einem Badesee umgewandelt. Der Bernsteinsee ist heute ein Naherholungsgebiet und Ferienort. Er liegt etwa 15 Kilometer von den Städten Gifhorn und Wolfsburg entfernt.

## Beschreibung
Der 9,5 Hektar große und bis zu 16 Meter tiefe Bernsteinsee liegt nahe Stüde direkt am Elbe-Seitenkanal in einer Wald-, Heide- und Moorlandschaft am östlichen Rande des Großen Moors. Der See hat keine oberirdischen Zuflüsse und ungefähr die Form eines gleichschenkligen Dreiecks. Seine nordöstliche Seite ist über einen großflächigen Badestrand zugänglich, der aus feinkörnigem weißem Sand besteht. Die Gewässerqualität wird als „ausgezeichnet“ beschrieben. Das Seewasser schimmert an sonnigen Tagen wegen des Sanduntergrundes türkisfarben.
Etwa zwölf Kilometer südlich, ebenfalls am Elbe-Seitenkanal, befindet sich der rund sechsmal größere Tankumsee in Isenbüttel. Auch dieser entstand im Zuge des Kanalbaus und bildete sich ebenfalls zu einem beliebten Naherholungsgebiet aus.

## Entstehung
Für den Bau des Elbe-Seitenkanals bei Stüde 1970 wurden Sandmengen in einer Größenordnung von einer halben Million Kubikmetern benötigt, um die sechs Meter hohen Kanalböschungen aufzuschütten. Eine frühere Sandentnahmestelle bei Stüde, an der die Gemeinde bereits seit 1969 eine Bademöglichkeit plante, bot sich hierfür an. Unter Beteiligung verschiedener Behörden wie des Wasser- und Schifffahrtsamtes und solchen im Landkreis Gifhorn wurde die Anlage eines Badesees im Rahmen der Sandentnahme geplant. Bei den Ausbaggerungsarbeiten, die ein Schwimmbagger vornahm, kam auch Bernstein zutage, der für den See namensgebend war.

## Ferien- und Naherholungsgebiet
Im Sommer 1971 war der See fertiggestellt und Hilfred Schönberger erwarb noch im selben Jahr das Gewässer und rund 100 Hektar umliegende Flächen mit Kiefernwäldern. Er schuf im Laufe der Jahre ein Natur- und Feriengebiet, das seit 2009 von der Baucon Immobilien Management GmbH aus Köln weiterentwickelt wird. Mittlerweile ist das Gesamtareal Bernsteinsee unterteilt in ein Wochenendhaus-Wohngebiet und in einen ca. 32 ha großen Freizeitbereich mit See, Strand und Hotel. Der Freizeitbereich ist in Privatbesitz und wird touristisch betrieben. Das Angebot vor Ort umfasst neben unterschiedlichen Übernachtungsmöglichkeiten gastronomische Einrichtungen und umfangreiche Freizeitaktivitäten, darunter eine Wasserski-Anlage.

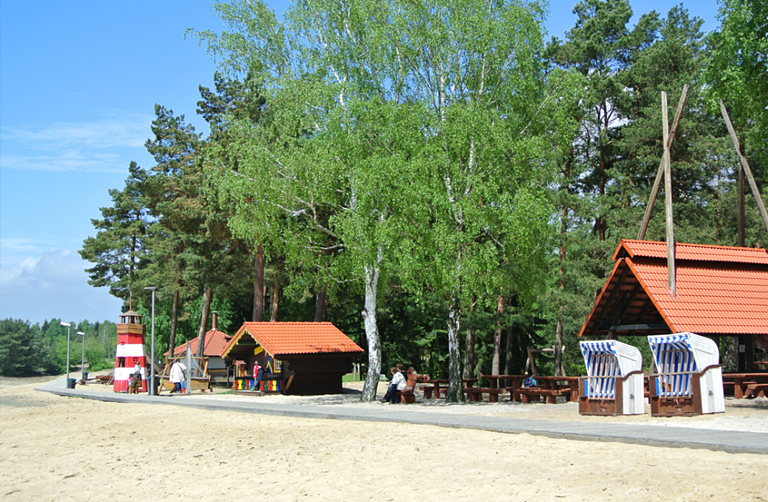
Piratenabenteuer-Spielplatz
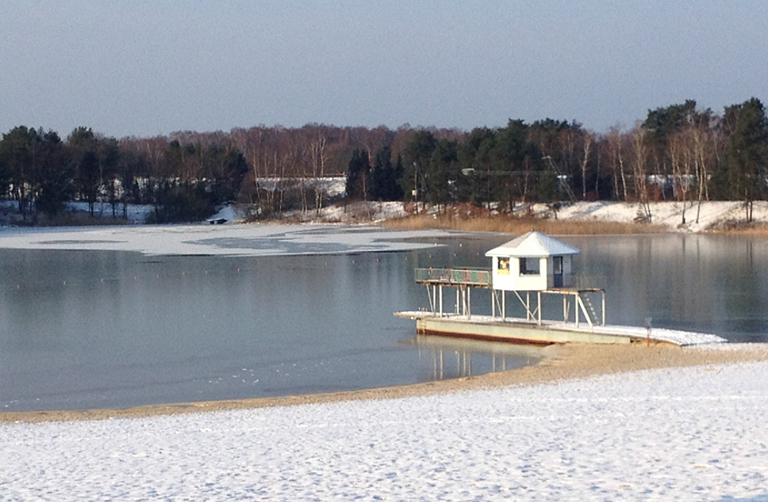
Bernsteinsee im Winter
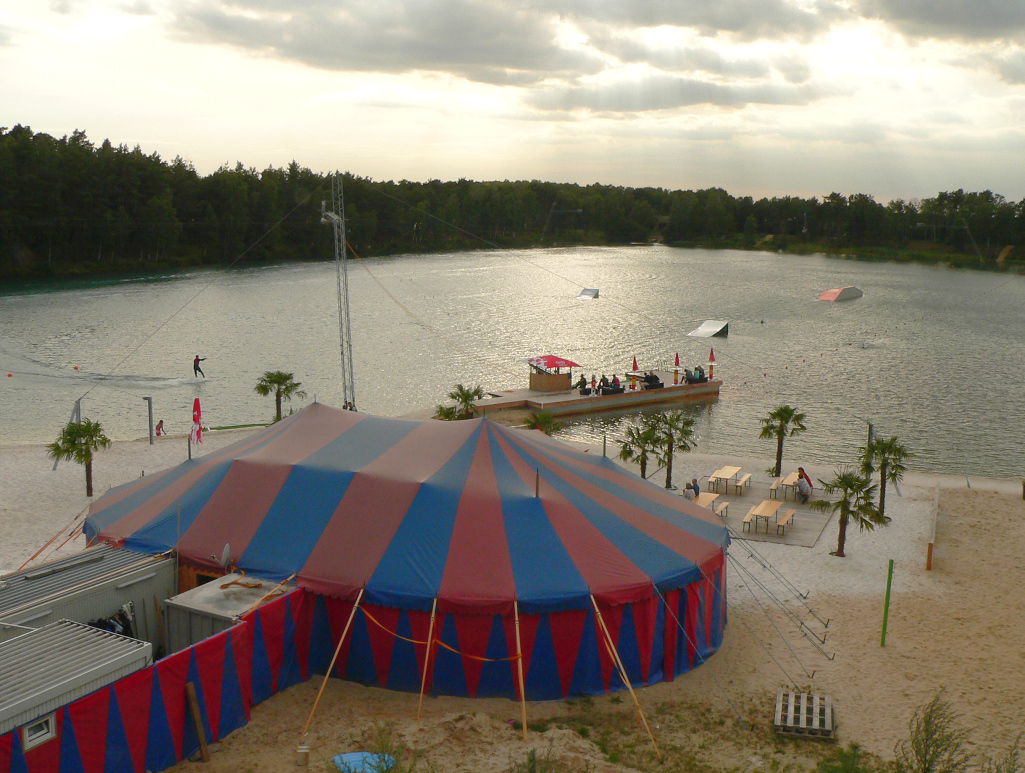
Wasserskianlage am Bernsteinsee (2011)